# Weißgerber

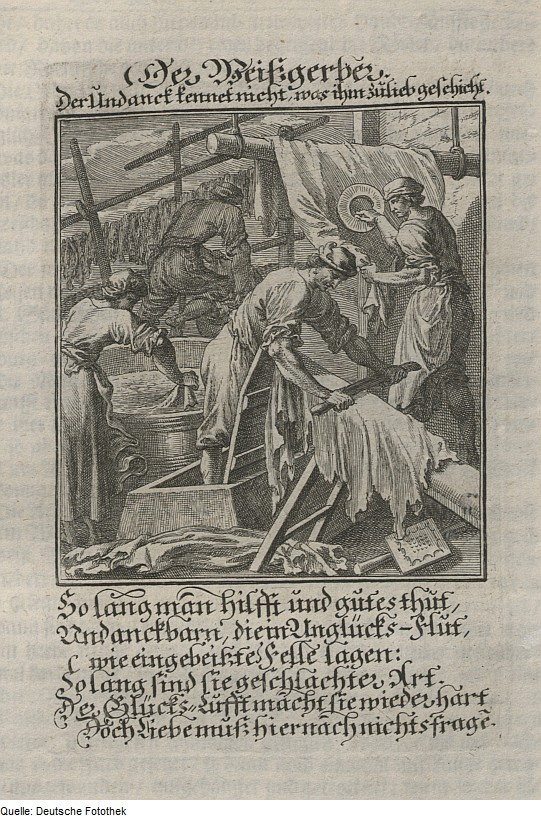
Der Weißgerber in einem Ständebuch von 1698

Ein Weißgerber, auch Ircher genannt,  war ein Handwerker, der mit der Weißgerberei eine spezielle Art der Gerberei ausübte.

## Handwerk der Weißgerberei
Die Weißgerberei ist ein Gerbverfahren, bei dem die Umwandlung zu Leder durch die Stabilisierung und Konservierung mit Mineralien bewirkt wird, wie Alaun oder Kochsalz. Das Weißgerben, auch Mineralgerbung genannt, erzeugt ein besonders helles, fast weißes Leder.
Das Weißgerben wurde vor allem für feinere und dünnere Leder von Kalb, Schaf und Ziege eingesetzt. Die daraus gewonnenen Lederqualitäten Glacé (Kalbsleder), Chevreau oder Kid (beides Ziegenleder), wurden vorzugsweise zu Handschuhen, Beuteln, Buchdecken und Etuibezügen weiterverarbeitet.
Eng verwandt mit der Weißgerberei – da sie ebenfalls bei dünneren Ledersorten zum Einsatz kam – ist die vor allem in Skandinavien und dem Baltikum verbreitete Sämischgerbung, bei der als Gerbstoffe tierische Fette (vor allem Wal-, Seehund-, Fisch- und Lebertran) zum Einsatz kamen. Sämischleder – auch Waschleder genannt – ist sehr weich und widerstandsfähig gegen Wasser, sodass es bevorzugt zu Handschuhen, Reithosen oder Arbeitsschürzen verarbeitet wurde. Auch das sogenannte Putz- oder Fensterleder war ursprünglich sämisch gegerbt.

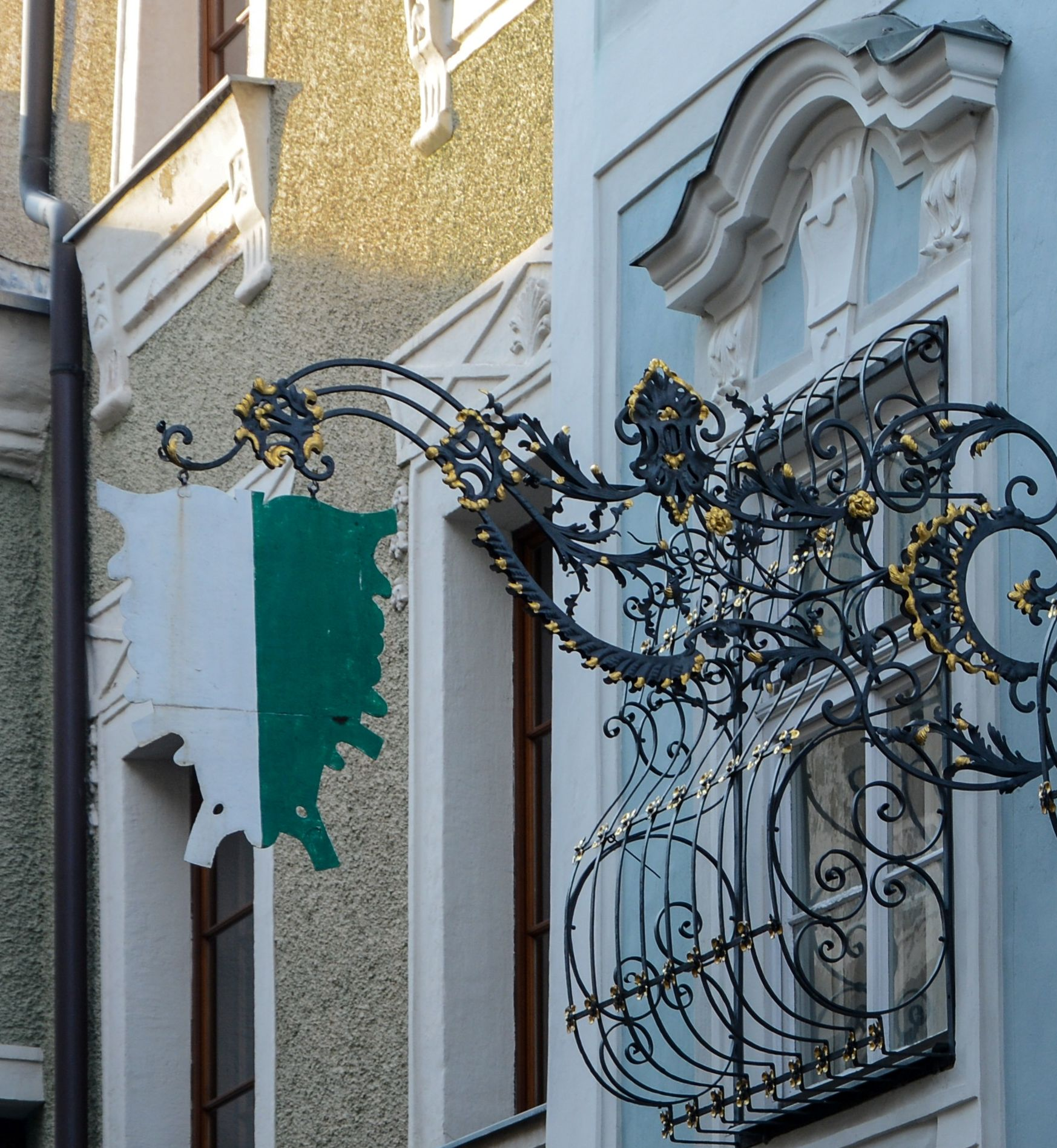
Wappen der Weißgerber an einem Haus in Steyr, Oberösterreich

## Geschichte der Weißgerberei
Im Gegensatz zu vielen anderen Handwerken entwickelte sich in der Gerberei bereits im Mittelalter eine Spezialisierung anhand von Verfahren und zu verarbeitendem Material. So entstanden die Gewerke der Lohgerber oder Rotgerber, Sämischgerber, Corduaner und eben der Weißgerber. In der Handwerkerhierarchie des Mittelalters und der Frühen Neuzeit standen die Weißgerber hinsichtlich Ansehen, Ruf und Einkommen unter den Rot- oder Lohgerbern.
Im Jahr 1813 wurde als ein Zentrum besonders guter Weißgerbereien Erlangen hervorgehoben, wo sich zudem gute Handschuhmanufakturen befanden, sowie Idstein mit großen Weißgerbereien.
Mit dem Beginn der Mechanisierung in der Gerberei und der Einführung der Gerbung mit Metallsalzen (Chromgerbung) im 19. Jahrhundert verschwanden zunächst in den Städten, dann auch im ländlichen Raum die spezialisierten Gerberhandwerke und damit auch die Weißgerber.

## Relikte des alten Handwerks
Wie alle Gerber hatten auch die Weißgerber einen hohen Wasserbedarf, sodass sie ihre Werkstätten meist an Wasserläufen hatten. Da durch das Waschen des Leders das Wasser stark verschmutzt wurde, ordneten viele mittelalterliche Stadtordnungen ihre Ansiedlung am Ortsrand an den Unterläufen der Flüsse an. Straßennamen in den alten Innenstädten zeugen bis heute von diesen Standorten:
- Weißgerbergasse (Nürnberg),
- Weißgerbergraben (Regensburg)[2] ,
- Weißgerbersteig (Bad Abbach),
- Weißgerberstraße (Greifswald, Lupburg, Mühldorf am Inn, Rostock) oder
- Weißgerberweg (Beratzhausen, Erkheim, Markt Schwaben, Prien am Chiemsee, Wangen im Allgäu)
- Weißgerberlände, Weißgerberstraße (Wien)
- Irchergasse im 16. bis 18. Jahrhundert in München, heute: Ledererstraße.

## Sonstiges
- Ein Stadtteil in Wien trägt den Namen Weißgerber; auch Familiennamen wie „Weißgerber“ bzw. „Weisgerber“ leiten sich von diesem Handwerk ab.
- Ein literarisches Denkmal in Form einer beeindruckenden Milieustudie vom 19. Jahrhundert bekam die Weißgerberohle zu Breslau in dem Roman Soll und Haben von Gustav Freytag.

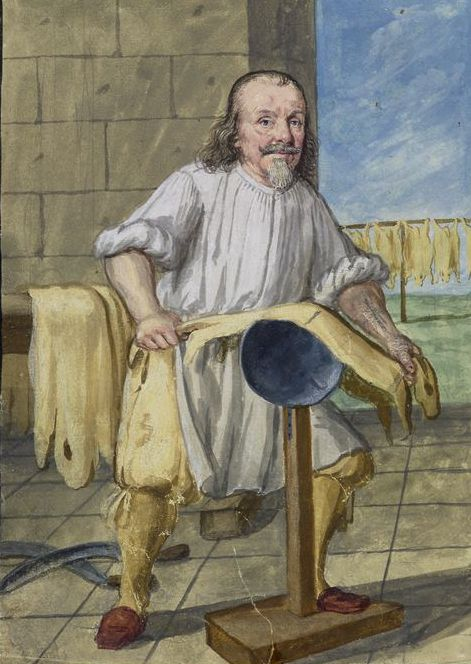
Weißgerber Barthel aus Nürnberg mit ungewöhnlich geformten Fleischeisen (1670)

- In Doberlug-Kirchhain ist diesem der Vergangenheit angehörenden Handwerk in eigenes Museum gewidmet, im Freilichtmuseum Hagen gibt es ein Weißgerber- und Kürschnerhaus, in dem dieses Handwerk ebenfalls anschaulich dokumentiert ist.